# Йо Боние
Йоаким (Йо) Боние (на шведски: Joakim Bonnier) (31 януари 1930 – 11 юни 1972) е шведски автомобилен състезател и пилот от Формула 1.

## Биография
Роден в богата и известна фамилия, говори 6 езика, учи в Оксфордския университет и в Париж.
Първото му участие във „Формула 1“ е през 1956 г. в последното състезание за сезона за Голямата награда на Италия като пилот на „Мазерати“. Отпада поради проблем с двигателя.
В дългата си кариера от 1956 до 1971 г. постига само 1 победа – като пилот на БРМ за Голямата награда на Нидерландия през 1959 г. За 16-те си сезона във „Формула 1“ записва 39 точки. Йо се състезава и в спортни автомобилни серии, като през 1960 г. печели Тарга Флорио заедно с Ханс Херман, състезавайки за „Порше“. Участва и в 24-те часа на Льо Ман, където завършва 2-ри заедно с Греъм Хил като пилот на „Ферари“ през 1964 г.
Загива през 1972 г. на „Льо Ман“, когато след сблъсък с друга кола неговата „Лола-Косуърт T280“ катапултира право в дърветата. Пилотът Вик Елфорд, който спира да помогне на катастрофиралите си колеги, казва, че последното, което е видял от колата на Боние, е да се „върти като хеликоптер в клоните на дърветата“. По-късно Елфорд отстъпва колата си на Хелмут Марко, но блокира нейната скоростна кутия. Елфорд казва: „Това беше първият път в спортната ми кариера, когато се радвах, че колата ми е счупена.“